# والتر بوش
والتر بوش (بالإنجليزية: Walter Bush)‏ هو لاعب هوكي الجليد أمريكي، ولد في 25 سبتمبر 1929 في منيابولس في الولايات المتحدة، وتوفي في 22 سبتمبر 2016.

## روابط خارجية
- والتر بوش على موقع أوليمبيديا (الإنجليزية)